# Vlad the Impaler
Singles de Kasabian
Underdog
(2009) Days Are Forgotten
(2011)
Pistes de West Ryder Pauper Lunatic Asylum
West Ryder/Silver Bullet
(7) Ladies & Gentlemen (Roll the Dice)
(9)
Vlad the Impaler est le quatrième single du troisième album studio du groupe de rock britannique Kasabian publié le 15 février 2010. Il ne rentre pas dans le classement britannique des ventes de singles.

## Liste des chansons
Toute la musique est composée par Sergio Pizzorno.
| 1. | Vlad the Impaler                                 | 4:44 |
| 2. | Fast Fuse (live à la Motorpoint Sheffield Arena) |      |
| 3. | Thick As Thieves (live à la Sheffield Arena)     |      |